# Andrew Rollo, V lord Rollo
Andrew Rollo, V lord Rollo (Duncrub, 18 novembre 1703 – Leicester, 20 giugno 1765), è stato un generale e nobile britannico.

## Biografia

### I primi anni
Andrew Rollo era figlio di Robert Rollo, IV lord Rollo (c. 1680–1758) e di sua moglie Mary, figlia di sir Henry Rollo di Woodside.
Entrò nell'esercito all'età di quarant'anni per combattere nella guerra di successione austriaca, distinguendosi nella battaglia di Dettingen nel 1743 e venendo promosso maggiore nel giugno del 1750. Dal 1756 comandò il 22nd Regiment of Foot.

### La guerra dei sette anni
Durante la guerra dei sette anni, combatté dal 1757 nelle Americhe. Partecipò agli scontri di New York, Cape Breton Island, Sorel e Montreal. Guidò la campagna dell'Île Saint-Jean che portò alla presa dell'Isola del Principe Edoardo nel 1758 ed alla deportazione degli acadiani francesi che vi abitavano. Una baia dell'isola porta ancora oggi il suo nome in ricordo di quest'impresa. Nel 1760 venne elevato al rango di generale di brigata.

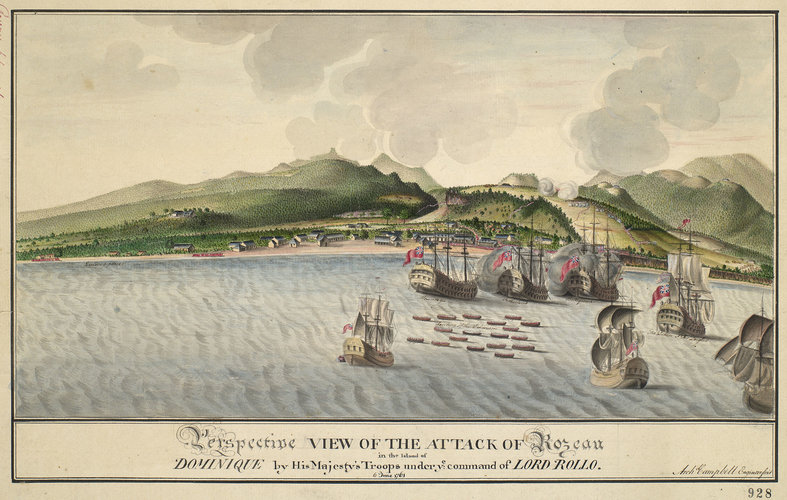
la HMS Dublin (a destra), l'ammiraglia di Rollos allo scontro di Roseau, Dominica, il 6 giugno 1761

Il 3 maggio 1761 salpò col suo reggimento da New York alla volta delle Indie occidentali dove comandò le forze di terra all'attacco dell'insediamento francese di Roseau il 6 giugno, portando con sé una forza di soli 2500 uomini. Dopo la cattura divenne comandante in capo di Dominica prima che l'isola fosse definitivamente ceduta alla Gran Bretagna sulla base del trattato di Parigi del 1763. Durante questo periodo prese parte anche alla invasione della Martinica ed alla spedizione contro Cuba nel 1762.

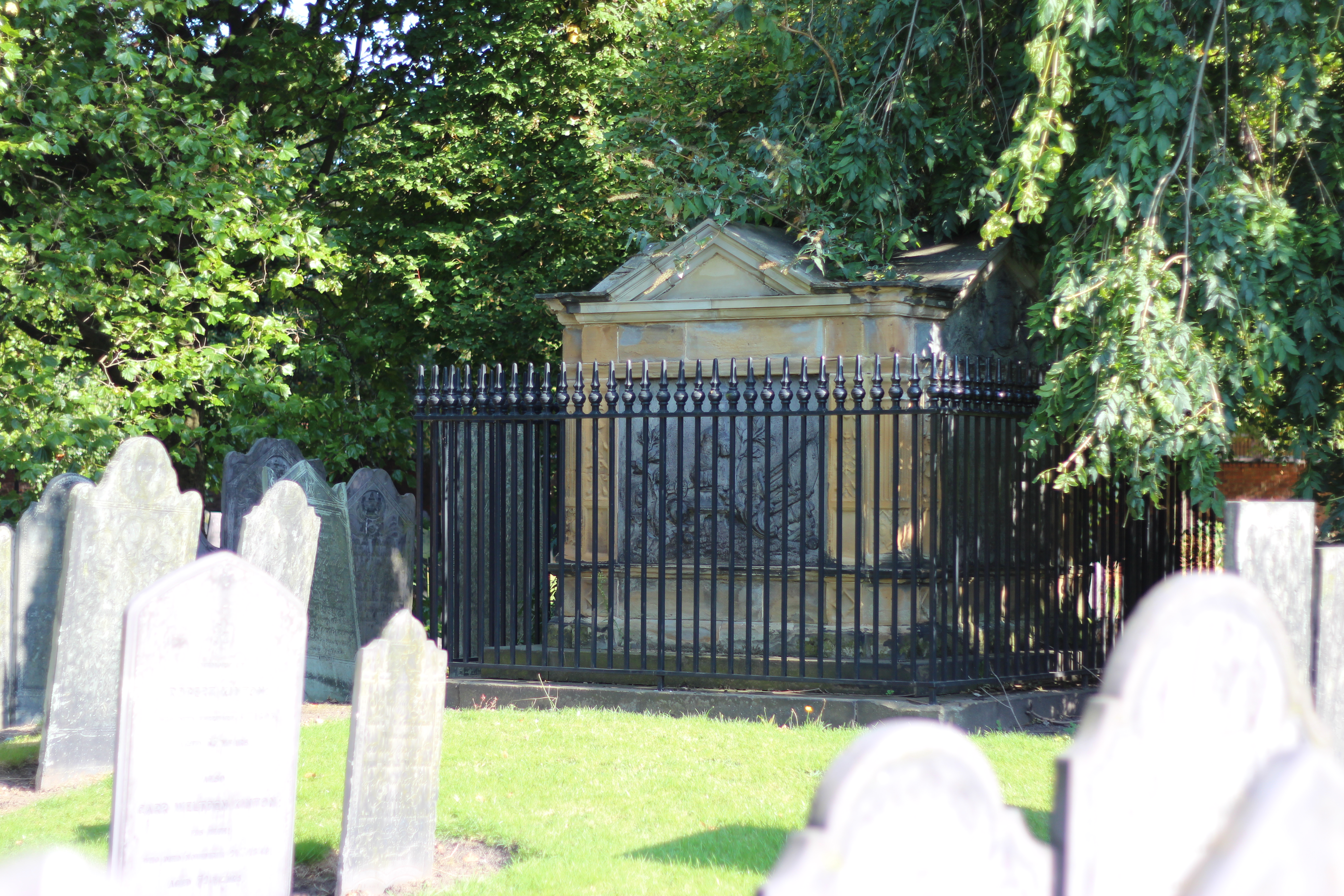
La tomba di lord Rollo nella chiesa di St Margaret's Church a Leicester

La sua salute iniziò a declinare risentendo del clima e per questo nel 1762 chiese ed ottenne di essere rimpatriato, morendo a Leicester nel 1765. Venne sepolto nella St Margaret's church della città.

## Matrimonio e figli
Il 24 aprile 1727 sposò Catherine Murray (m. 28 luglio 1763), figlia di lord James Murray, dalla quale ebbe due figli:
- Anna Rollo (1729–1746)
- John Rollo (1736–1762)

Si risposò il 16 febbraio 1765 con Elizabeth Moray, ma morì quattro mesi più tardi.
Il suo unico figlio gli premorì ed egli venne succeduto nei suoi titoli dal fratello John.